# Badarpur Rly Town
Badarpur Rly Town is een census town in het district Karimganj van de Indiase staat Assam. 

## Demografie
Volgens de Indiase volkstelling van 2001 wonen er 9940 mensen in Badarpur Rly Town, waarvan 51% mannelijk en 49% vrouwelijk is. De plaats heeft een alfabetiseringsgraad van 84%. 